# Juan Vera
Juan Carlos Vera – kolumbijski zapaśnik walczący w stylu wolnym. Zajął piąte miejsce w mistrzostwach panamerykańskich w 1990. Zdobył srebrny medal na igrzyskach boliwaryjskich w 1989 roku.